# Дени Миног
Данијел Џејн Миног (енгл. Danielle Jane Minogue), познатија и као Дени Миног (енгл. Dannii Minogue; Мелбурн, 20. октобар 1971) је аустралијска певачица, глумица и телевизијска личност.

## Биографија
Дени Миног је рођена у Мелбурну, Аустралија, од Роналд Чарлс Миног, аустралијског рачуновође ирских предака и Керол Џонс, плесачице из Велса. Њена сестра је певачица и глумица Кајли Миног. Она се прославила са улогама у телевизијским емисијама и аустралијским сапуницама, пре почетка своје каријере као певачица. Миног је рано постигла успех са хитовима, али с издањем свог другог албума, њена популарност као певачица се смањила, што ју је довело да се концентрише на друге ствари као што су представљање на телевизији.

## Каријера
Миног је потписала први уговор за снимање у јануару 1989. Њен први албум  објављен је наредне године, а 1991. године ван Аустралије, под насловом Love and Kisses, и дошао је између првих десет места на топ-листама. Миног издаје свој други албум Get into You у октобру 1993, који је укључивао песме "Show You the Way to Go" и "This Is It".
Миног је интерес за музику и плесни клуб утицао на њен трећи албум  објављен у септембру 1997. Албум представља више софистициран и одраслији стил плесне музике, али и поред генерално позитивне критике, није успео да доспе на једно од првих 50 места британске листе. Сингл "All I Wanna Do", доспео на четврто место на лествице у Уједињеном Краљевству и добио је златну сертификацију у Аустралији. Албум су пратила још два друга сингла, "Everything I Wanted" и "Disrememberance", који нису успели да доспеју на десет највиших места, али постигла је прво место на британској денс лествици.
У марту 2003. године, Миног издаје свој четврти албум Neon Nights, који је достигао осмо место у Уједињеном Краљевству, њен највиши дебитантски ранг, ас њега је скинуто три сингла који су доспели на једно од првих 10 места. Сингл "I Begin to Wonder" је постао њен највећи хит са другим местом на британској листи. Синглови "I Begin to Wonder" и "Don't Wanna Lose this Feeling" су такође постигли значајне успехе на америчкој данце листи.
У јуну 2006. године је изашао компилацијски албум The Hits and Beyond. Албум се састојао од нових песама те сингла са њеног четири студијска албума. Албум је представио нови сингле под називом "So Under Pressure", инспирисан дијагнозом рака њене сестеа Кајли. Та је песма била десети узастопни сингл који је дошао на британске топ-листе. Године 2007. Миног је била судија у програму Australia's Got Talent, те се појавила у улози судије и ментора у четвртој сезони The X Factor.
У новембру 2007. године, Миног је представила још један компилацијски албум под називом Unleashed. Дигитални албум Club Disco је објављена на исти датум, садржи и раније издата је неколико синглова као што су "You Won't Forget About Me", "Perfection" и "So Under Pressure", а такође отказан сингл "I Can't Sleep at Night". Коначно, нови сингл под називом "Touch Me like That" је објављен у децембру. Миног се вратила британској телевизији у августу 2008. године као судија у The X Factor.

## Лични живот
У јануару 1994. године се удала за аустралијског глумца Џулијан Макмана, кога је упознала 1991. године. Били су у браку мање од две године, а растали су се 1995. године. Од 2008. године је била у вези с моделом и бившим професионалним играчем рагбија Крисом Смитом. У јануару 2010. године је објављено да је Миног трудна, а то је потврђено и на њеној личној Twitter страници. Дана 5. јула 2010. године родила је Миног у Мелбурну дечака по имену Етан Едуард Смит.

## Дискографија
| Година | Назив | Издавач |
| ------ | ----- | ------- |
| 1990.  |       |         |
| 1991.  |       |         |
| 1993.  |       |         |
| 1997.  |       |         |
| 2003.  |       |         |
| 2007.  |       |         |

| Година | Назив | Издавач |
| ------ | ----- | ------- |
| 1998.  |       |         |
| 1999.  |       |         |
| 2006.  |       |         |
| 2007.  |       |         |
| 2008.  |       |         |
| 2009.  |       |         |

### Синглови
| Година | Назив | Издавач |
| ------ | ----- | ------- |
| 1990.  |       |         |
| 1990.  |       |         |
| 1990.  |       |         |
| 1991.  |       |         |
| 1991.  |       |         |
| 1992.  |       |         |
| 1992.  |       |         |
| 1993.  |       |         |
| 1993.  |       |         |
| 1994.  |       |         |
| 1995.  |       |         |
| 1997.  |       |         |
| 1997.  |       |         |
| 1998.  |       |         |
| 1998.  |       |         |
| 1999.  |       |         |
| 2001.  |       |         |
| 2002.  |       |         |
| 2003.  |       |         |
| 2003.  |       |         |
| 2004.  |       |         |
| 2005.  |       |         |
| 2006.  |       |         |
| 2007.  |       |         |
| 2007.  |       |         |
| 2007.  |       |         |